# Битка при Чаталджа (януари-февруари 1913)
Втората битка при Чаталджа (23 януари до 2 февруари 1913 г.) е битка между български и османски войски по време на Балканската война. Завършва без решителен успех за някоя от воюващите страни.

## Предистория
Битката се състои край градчето Чаталджа, в стесненото пространство между Черно и Мраморно море на около 40 km западно от Цариград. В същия район през ноември предната година е разбита българската офанзива към столицата на Османската империя (вижте Първа битка при Чаталджа). Въпреки примирието и започналите мирни преговори в Лондон, в началото на декември българското Главно командване нарежда на 1-ва и 3-та армия да създадат две укрепени позиции (предна и тилова) срещу османските линии на река Карасу.

## Планове и сили на противниците
Младотурците, дошли на власт в Цариград с държавен преврат на 10 януари, замислят план за разкъсване на обсадата на Одринската крепост. На 23 януари, седмица след прекъсването на лондонските преговори, османската Чаталджанска армия (между 100 000 и 120 000 войници) преминава в настъпление. Задачата ѝ е да привлече срещу себе си колкото се може повече български сили, за да улесни офанзивата на Галиполската армия откъм Булаир. Крайната цел е възстановяване на османския контрол над Източна Тракия.
Планът на българите е изложен в директива от 4 януари. Според него войските на предната отбранителна позиция (10-а пехотна дивизия, 1-ва и 2-ра бригада от 4-та пехотна дивизия и 2-ра бригада от 9-а пехотна дивизия – общо 56 000 войници и 162 оръдия с командващ генерал Климент Бояджиев) трябва с привидно отстъпление да увлекат противника към главните сили на 1-ва и 3-та армия, обединени под командването на генерал Васил Кутинчев. Във втората фаза на операцията, „ако обстановката го позволи“, Кутинчев трябва да нанесе удар с десния си фланг, да откъсне Чаталджанската армия от собствените ѝ укрепления, с което да си проправи пътя към Цариград.
В месеците до битката българските и османските войски страдат от студ, болести и недохранване. Вследствие на изтощението боеспособността им е значително занижена.

## Битката
Османците настъпват първо срещу северния фланг на българската отбрана (4-та дивизия) и подлъгват Бояджиев да съсредоточи резервите си в този участък. Благодарение на тази успешна диверсия, на 24 януари те пробиват десния фланг на 10-а дивизия при залива Бююкчекмедже, на южния край на Чаталджанската позиция. Въпреки подкрепленията, които получава, на 27 януари дивизията е принудена да отстъпи от село Арнауткьой. С това тя оголва фланга на съседната 4-та дивизия и я принуждава също да отстъпи (28 януари) на втората отбранителна линия. На 31 януари османците подновяват настъплението си, но опитът им през следващите няколко дни да развият успеха си е отбит. Планираното от българите контранастъпление не се осъществява, поради преценката на генерал Кутинчев, че главните сили на Чаталджанската армия не са се увлекли в преследване и са надеждно защитени от тежката артилерия на своите укрепления. Ново застудяване и снежни бури причиняват измръзвания и болести, които вадят от строя стотици войници и офицери. Много български войници отпадат психологически.
В резултат на тези боеве османците успяват да изтласкат българите 10-15 km по-далеч от Цариград, но операцията за деблокиране на Одрин се проваля заради победата на българите в боя при Булаир. През март 1913 г. българите успяват да отвоюват част изгубените позиции в четвъртата битка при Чаталджа.